# Вільям Рід Поуг
Вільям Рід Поуг (англ. William R. Pogue; 23 січня 1930, Окіма, штату Оклахома — 4 березня 2014, Коко-біч, штат Флорида) — американський астронавт, полковник ВПС. Одержав ступінь бакалавра педагогічних наук (1951) у баптистському університеті у Шоні (Оклахома), в 1960 — ступінь магістра в галузі математики в Оклахомському університеті. 3 1966 — в групі астронавтів. З 16 листопада 1973 по 8 лютого 1974 здійснив політ у космос разом з Джеральдом Карром і Едвардом Гібсоном як член 3-го екіпажу орбітальної станції «Скайлеб». Двічі виходив у відкритий космос.
У відставці з 1 вересня 1975 року.
У 1966 році Поуг був прийнятий астронавтом-стажером у NASA під час служби як інструктора. Його кар'єра в NASA включала одну орбітальну місію пілотом Skylab 4, екіпаж якої провів десятки дослідницьких експериментів на орбіті та встановив рекорд тривалості в 84 днів — найдовший політ з екіпажем, який NASA не переривав понад 20 років. Місія також мала суперечку з наземним контролем щодо управління розкладом, яку ЗМІ назвали The Skylab Mutiny. Пог пішов у відставку з ВПС США та НАСА через кілька місяців після повернення з Skylab, після чого він викладав і писав про авіацію та аеронавтику в США та за кордоном. Пог помер у 2014 році у віці 84 років, у нього залишилося троє дітей, четверо пасинків і третя дружина.